# Przełaj
Przełaj – wieś sołecka w Polsce położona w województwie świętokrzyskim, w powiecie jędrzejowskim, w gminie Sędziszów. Przełaj leży na styku trzech województw: świętokrzyskiego, małopolskiego (wieś Karczowice) i śląskiego (wieś Koryczany).
| SIMC    | Nazwa      | Rodzaj    |
| ------- | ---------- | --------- |
| 0267223 | Okupniki   | część wsi |
| 0267230 | Podlesie   | kolonia   |
| 0267246 | Stara Wieś | część wsi |

W latach 1975–1998 miejscowość administracyjnie należała do województwa kieleckiego.

## Historia
Przełaj to dawna siedziba Płazów herbu Topór w XV wieku należała do Stanisława Płazy. Dziesięcinę snopową i konopną składano klasztorowi św. Andrzeja w Krakowie. Było 8 łanów kmiecych i karczma z rolą. Do końca XVII wieku Przełaj była w rękach Płazów. Potem przechodziła do Wielogłowskich. Właścicielem był Michał Wielogłowski starosta lubaczowski, towarzysz chorągwi pancernej, burgrabia krakowski 1765 r. i wreszcie pułkownik kawalerii narodowej 1787 r. W końcu XVIII wieku przechodzi Przełaj do rąk Tadeusza Lisickiego. W roku 1833 zostaje Przełaj i Czepiec, który był folwarkiem podzielonym między dzieci spadkobierców Lisieckiego: Barbary, Józefa, Wincentego, Romana, Franciszka. Skarb państwa skonfiskował część Franciszka Lisieckiego za udział w powstaniu w 1834 roku. Konfiskatę cofnięto 1859 roku. Części te odkupił w roku 1836 Dominik Malski i Barbara z Lisieckich żona. W 1859 roku kupił cofniętą część po Franciszku Lisieckim – Dominik Malski i Andrzej Malski syn. Całość skupili w 1879 po połowie ojciec i syn. W końcu XIX wieku Przełaj została rozparcelowana.

## Galeria
| Przełaj – tradycyjne zabudowania wiejskie | Przełaj – tradycyjne zabudowania wiejskie | Przełaj – tradycyjne zabudowania wiejskie |